# 産業スパイ (映画)
「産業スパイ」（さんぎょうスパイ）は、1968年5月21日公開の日本映画。主演・梅宮辰夫、監督・工藤栄一　。東映京都撮影所製作、東映配給。
企業の使命を征する技術戦争の渦中にあって、堅固極まる巨大企業からの機密奪取と産業スパイ同士の抜きつ抜かれつの激烈な競争をドキュメンタリータッチで描いたスパイアクション。

## 出演
- 木暮孟：梅宮辰夫
- 政美：大信田礼子
- 杉本隆：長谷川明男
- 羽島：石山健二郎
- 沢田清一郎：渡辺文雄
- 松井英一郎：穂高稔
- 博子：清水みつえ
- アンナ：実川マリ
- 三木陽子：松岡きっこ
- 北村和枝：河村有紀
- 川西庸造：曽我廼家明蝶
- 荒木：佐々木孝丸
- 並木：中村錦司
- 小原：唐沢民賢
- 木戸：有川正治
- 高木：丘路千
- 潤子：三浦徳子
- 安子：東山明美
- エミ：東勝子
- 山本：藤山寛美
- 原田：人見きよし
- 秘書課長：小山田良樹
- 重役A：志摩靖彦
- 重役B：野村鬼笑
- 松井太造：志村喬

## スタッフ
- 監督：工藤栄一
- 脚本：野上龍雄
- 企画：岡田茂・日下部五朗
- 撮影：古谷伸
- 美術：富田治郎
- 音楽：八木正生
- 録音：東城絹児郎
- 照明：金子凱美
- 編集：神田忠男

## 製作

### 企画
企画は岡田茂東映京都撮影所（以下、東映京都）所長。当時、梶山季之の小説『赤いダイヤ』や『黒の試走車』などで"産業スパイ"が流行語になったことで、タイトルもそのまま借用した便乗映画である。原作はなく脚本は野上龍雄のオリジナル。公開当時の文献にタイトルが『産業スパイ・機密情報』と書かれたものがある。 
梅宮辰夫は東映東京撮影所（以下、東映東京）に所属する俳優だが、東映東京で人気シリーズになった「夜の青春シリーズ」がやや下火になったことで、梅宮の売り出しを思案していた岡田が、梅宮を東映京都に連れて来て、梅宮主演で新機軸、新シリーズを敷けないかと目論んだ。監督の工藤栄一は、任侠映画が体質に合わず、岡田が時代劇から任侠路線の切り換えを推進したため、演出の機会を減らしていた。

### キャスティング
アンナ役の実川マリは、梅宮がスカウトした銀座の高級クラブ「シルクロード」のホステス。大信田礼子ですら「すごいグラマーね」と目を見張るボイン。日本とアメリカの混血で21歳。監督も驚く脱ぎっぷりのよさで、フルヌードになり、梅宮と濃厚なベッドシーンも演じた。映画出演は本作1本と見られ、その後も「シルクロード」のホステスとして働いた。 

## 影響
大信田礼子はファッションモデルとして1966年に渡辺プロダクションと契約し、1967年に契約切れの後、一時フリーになり、その後日本企画という事務所に所属した。大信田の女優業進出は勝新太郎の押しがあったとされ、一説に梅宮に売名行為で接近したともいわれ、1968年6月、東映と準専属契約を結んだ。本作で東映初出演し梅宮と共演、キスシーンもあった。梅宮との仲は週刊誌にも書き立てられたが、大信田は保護者のような存在だったと話している。当時の大信田はファッションモデルとして男性誌のグラビアを飾り、ファン層は男子学生だったため、「東映映画になんか出るな。キスは絶対しないで欲しい」というファンレターが送り付けられた。当時の東映は岡田企画製作本部長が標榜する"不良性感度映画"が本格化。本作で女スパイ&ダンサーを演じた大信田の身長165cm、B90cm、W58cm、H89cm（1968年7月）という大柄な肉体美に可能性を感じた東映幹部は、大信田の売り出しにかかった。主演第一作として大信田のヌードを想定し『赤線浮世風呂』（ 『㊙トルコ風呂』）を企画。しかし大信田がヌードを拒否したため、代わりに大原麗子が抜擢され、大原の初主演映画となった。大信田は東映の出演を契機に注目を浴びた。当時は頑なに脱がなかったが、露出度マン点の衣装は、新時代のヴァンプ女優を感じさせ、人気に火が付いた。多くの東映作品に出演したが、中でも東映京都製作のテレビドラマ『旅がらすくれないお仙』と東映東京製作の映画「ずべ公番長シリーズ」は当たり役として知られる。

## 同時上映
『馬賊やくざ』
- 主演：鶴田浩二／監督：小沢茂弘／脚本：笠原和夫・高田宏治